# Studio Job
Studio Job staat voor een kunst- en designcollectief, geleid door Job Smeets (1969). Studio Job is gevestigd in Antwerpen, België. Het kunstatelier is gevestigd in Nederland en Milaan, het atelier Studio Job in Tilburg.

## Situering
Dit ontwerperscollectief maakte reeds naam met gedurfde producten en sculpturen op de grens van design en kunst. Dit hield in het ontwerpen van theedoeken met insectenmotief tot een reuzentheepot bekleed met duizenden witgouden mozaïeksteentjes. Zij omschrijven met zin voor relativering hun werk als een mix van Albert Speer en Donald Duck. 

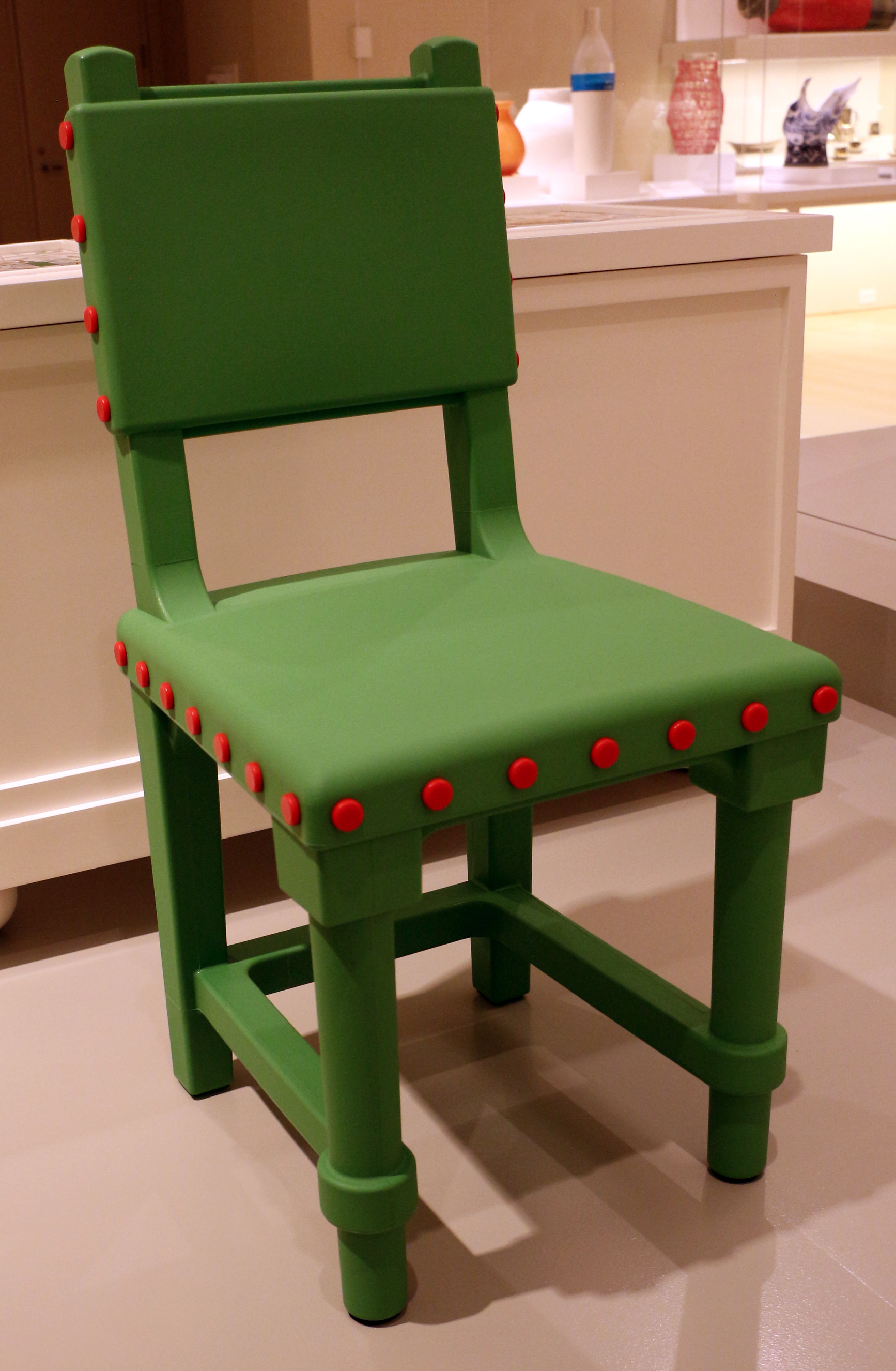
Gothic chair, 2012

Op voorstel van Jan Boelen, de Limburgse curator van het Hasseltse Kunstencentrum Z33 kreeg Studio Job een opdracht om het kabinet van Herman Van Rompuy te voorzien van een sculptuur dat zijn plaats vindt in de ruimte waar de President poseert samen met de ontvangen regeringsleiders. Het twee meter hoog metende kunstwerk, genaamd Piece for Peace wordt gevormd door een kristallen koffiepot op een bronzen voet. Het geheel is geplaatst op een sokkel van Indiaas palissander. Boven op het deksel van de koffiepot is een hand te zien die het vredesteken maakt. Voor de gelegenheid werkte men samen met de Belgische kristalfabriek Val-Saint-Lambert.
In 2013 verbouwden zij, ter ere van het 65-jarige bestaan van Land Rover, een Land Rover Defender. Deze kreeg onder meer een reusachtige gouden hoorn op de motorkap en werd op de PAN Amsterdam tentoongesteld.
Van maart tot en met augustus 2016 heeft Studio Job haar eerste grote solo-exhibitie in New York en wel in het Museum of Arts and Design.

## Producenten
De volgende ondernemingen werkten samen met Studio Job: Venini,
Bisazza,
Bulgari, L'Oréal, Moooi, Royal Tichelaar Makkum, Rizzoli, Swarovski en Val Saint Lambert.

## Onderscheidingen
- 1996: René Smeets Prize, Design Academy Eindhoven, Eindhoven
- 1998: Startstipendium, Fonds BKVB, Amsterdam
- 1998: Foundation Sofa, Den Haag
- 2000: Dutch Culture Prize, Nederland
- 2001: Rotterdam Design Prize, Rotterdam
- 2001-2010: Mondriaan Foundation, Amsterdam
- 2002: Woon Awards, De Woonbeurs, Amsterdam
- 2003: Harrie Tillie Prize, Stedelijk Museum Roermond, Roermond
- 2003: Fonds BKVB, Amsterdam
- 2003: Inside Design, Elle Wonen, Amsterdam
- 2004: Bombay Sapphire prize, Londen
- 2005: Elle Decoration Intl Design Award Elle Decor, Milaan
- 2005: Best breakthrough designers, Wallpaper Design Awards, Londen
- 2006: Elle Decor Intl Design Award, Milaan
- 2007: Paper Chandelier Elle Decor Intl Design Award, Milaan[9]
- 2007: The Style & Design 100, Time (Magazine)[10]
- 2007: Winner Woonbeurs Pin, Amsterdam[11]
- 2008: Archistar, L’Uomo Vogue, Milaan
- 2008: Best of The Brands, Elle Decor, Londen
- 2008: Gevel Totaal, Rotterdam
- 2008: Nationale Staalprijs, Rotterdam
- 2009: The 100 Hot List, Queensland Homes, Australië
- 2009: Le meulleur du Design, AD Collector, Parijs
- 2009: Pyramid, Rotterdam Design Prize, Rotterdam
- 2010: Top 10 most influential design, Financial Times, Londen
- 2010: Design of the Decade, Boco, Taiwan
- 2010: Design Flanders, Brussel[12]
- 2011: Perished Persian, Elle Decor Intl Design Award, Milaan[13]
- 2011: Dutch Design Awards, Eindhoven[14]
- 2012: Job Cabinet, 'Wallpaper Design Awards, Londen[15]
- 2012: Furniture of the year, Raum und Wohnen, Cham[16]
- 2012: Job Cabinet, Elle Decor Intl Design Award, Milaan[17]
- 2012: Studio Job awarded as best Dutch Designer, Eigen Huis & Interieur, Amsterdam[18]